# Nanostructure
 (mai 2017).
Si vous disposez d'ouvrages ou d'articles de référence ou si vous connaissez des sites web de qualité traitant du thème abordé ici, merci de compléter l'article en donnant les références utiles à sa vérifiabilité et en les liant à la section « Notes et références ».

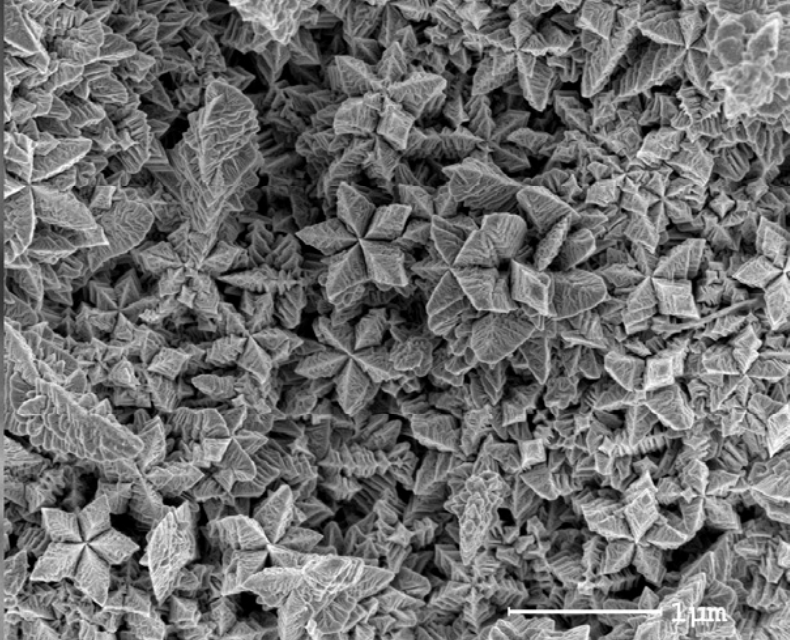
Nanocristaux de palladium en forme d'étoiles à cinq branches synthétisés par dépôt électrolytique.

Une nanostructure est un assemblage d'atomes ou de molécules dont au moins une dimension est comprise entre 0,1 et 100 nanomètres. En pratique, on tolère un certain débordement dans ces limites.
Ainsi, un nanofil est une nanostructure dont le diamètre est compris entre 0,1 à 100 nanomètres.
Les nanostructures se retrouvent dans la nature et sont étudiées par les nanotechnologies du microscope jusqu'aux visualisations avancées des protéines (une protéine peut faire un nanomètre de diamètre). Elles sont régies par des principes d'économie, de complexité, de propriétés multiples et fonctionnelles : Film sorti en 2020, court-métrage document nature de 55 minutes, de Pascal Moret et Julien Guiol, intitulé  Nanosurvies, les pouvoirs invisibles de la nature, présenté dans la chaîne télévisée Ushuaïa   le 31 octobre 2020 et après. Ce film documentaire explique et montre pourquoi ces nanostructures microscopiques sont étudiées en recherches en physique et chimie, dans les domaines variés de la botanique, de la zoologie, de la bionique, etc. Ce film visualise ces recherches qui s'appliquent aussi bien aux fleurs pollinisées par les bourdons et les abeilles qui présentent des iridescences attractives, qu'aux papillons pour les couleurs chaudes ou froides de leurs ailes, qu'aux escargots pour les propriétés anti-choc de leurs coquilles, pour les araignées d'eau qui glissent sur l'eau de par leurs extrémités hydrophobes, les serpents qui glissent sur le sable grâce à des pointes microscopiques nanométriques chargées qui s'opposent aux charges des grains de sable, qu'au milan royal dont les plumes des ailes comportent des réseaux complexes de protéines et de bulles d'air qui font que ce rapace hyper-léger plane dans l'air en utilisant les courants ascendants...      